# Akodon mystax
Akodon mystax är en gnagare i släktet fältmöss som förekommer i södra Brasilien.
Individerna blir 8,8 till 10,1 cm långa (huvud och bål) och har en 4,8 till 7,6 cm lång svans. Bakfötternas längd utan klor är 1,7 till 2,0 cm och öronen är 1,1 till 1,8 cm stora. Viktuppgifter saknas. I den gråbruna pälsen förekommer flera hår med gula band i mitten. Dessa ljusare hår är vanligast vid kroppens sidor. Undersidan hår är mörkgråa nära roten och ljusgråa vid spetsen. Svansen är bra täckt med hår samt svartaktig på ovansidan och vitaktig på undersidan.
Utbredningsområdet är bergstrakter vid gränsen av de brasilianska delstaterna Minas Gerais och Espírito Santo. Gnagaren vistas i regioner som ligger 1800 till 2900 meter över havet. Habitatet utgörs av kyliga regnskogar. Arten vistas ofta vid skogens mer öppna ställen med en undervegetation av bambu och tuvade gräs.
En hona var dräktig med fyra ungar. Annars är levnadssättet okänt.
IUCN listar arten med kunskapsbrist (DD).